# Andréi Cherkásov

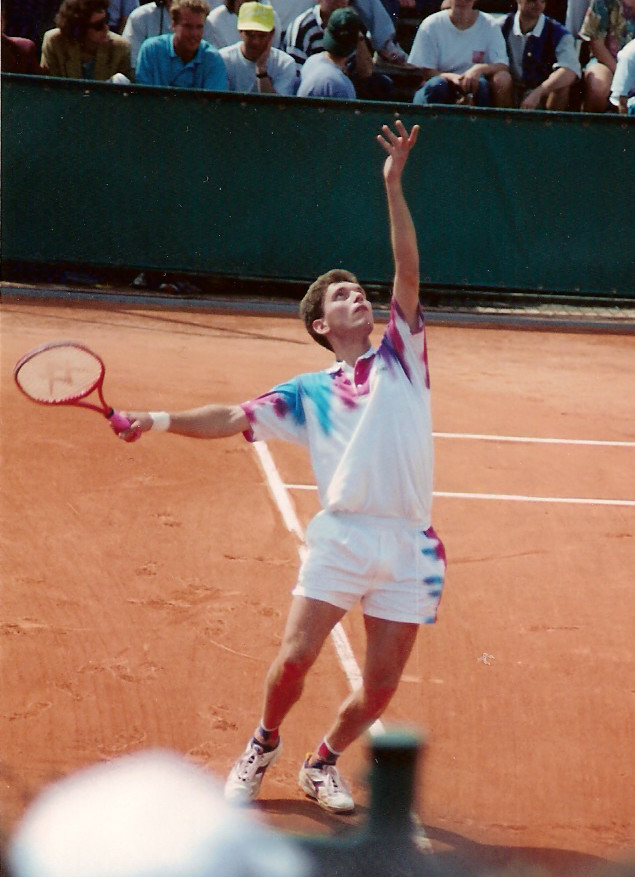
Andréi Cherkásov

Andréi Cherkásov (n. 4 de julio de 1970 en Ufá, Rusia) es un jugador de tenis ruso. En su carrera ha conquistado 2 torneos ATP y su mejor posición en el ranking de individuales fue Nº13 en junio de 1991 y en el de dobles fue Nº141 en agosto de 1998.